# Half a Klip
Half a Klip – minialbum amerykańskiego rapera Kool G Rapa. Został wydany 5 lutego 2008 roku. 

## Lista utworów
1. "Risin Up” – 3:51
2. “Turn It Out” – 2:28
3. “100 Rounds" (oryginalna wersja) – 2:43
4. "The Life" – 4:08
5. "Typical Nigga" – 1:38
6. "What's More Realer Than That?" – 2:44
7. "I Feel Bad for You Son" (featuring D-Roc) – 1:43
8. "With a Bullet" (featuring K.L. z Screwball) – 4:11
9. "On the Rise Again" (featuring Haylie Duff) – 3:43
10. "What's More Realer Than That" (oryginalny miks) – 3:59
11. "On the Rise Again" (radio edit) (featuring Haylie Duff) – 3:44

## Produkcja
- Domingo – utwór 1, 3, 6
- Critical Child – utwór 2
- Moss – utwór 4
- Frank Dukes – utwór 5
- Nomadic – utwór 7
- Marley Marl – utwór 8
- DJ Premier – utwór 9, 11
- Marks – utwór 10